# Hymedesmia orientalis
Hymedesmia orientalis är en svampdjursart som beskrevs av Koltun 1962. Hymedesmia orientalis ingår i släktet Hymedesmia och familjen Hymedesmiidae. Inga underarter finns listade i Catalogue of Life.